# Салли Рэнд
Салли Рэнд (англ. Sally Rand; 3 апреля 1904, Elkton, Миссури — 31 августа 1979, Глендора, Калифорния) — американская исполнительница эротических танцев, артистка бурлеска, ведетта и киноактриса. Наиболее запомнилась зрителю исполнением танцев с веерами (до 213 см в поперечнике) и с пузырями (до 152 см в диаметре; рост актрисы составлял 155 см). Часто выступала под псевдонимом Билли Бек.

## Биография
Хелен Гоулд Бек (настоящее имя артистки) родилась 3 апреля 1904 года в местечке Элктон (штат Миссури, США), хотя некоторые источники утверждают, что в Нью-Йорке.

Отец — Уильям Бек, выпускник Военной академии, полковник в отставке. Мать — Нетти Бек, школьная учительница, некоторое время работала газетным корреспондентом.
С 13 лет девушка начала играть второстепенные роли в театрах Канзас-Сити. Окончила колледж «Колумбия», параллельно посещая курсы балета и драматического искусства, после чего решила уехать в Голливуд. Вскоре после прибытия туда, девушка была принята акробаткой в Цирк братьев Ринглинг.

С 1925 года начала сниматься в кино у известного режиссёра Сесила Блаунта Демилля, который дал артистке благозвучный псевдоним Салли Рэнд. Активно снималась на протяжении трёх лет, появившись за это время в 24 фильмах, но с приходом звукового кино значительно снизила свою кинематографическую активность, переключившись на эротические танцы. Одним из самых заметных её выступлений стало стрип-шоу на Всемирной выставке в Чикаго в 1933 году. «Энциклопедия Чикаго» об этом написала, что «Рэнд — талантливая актриса, обладающая хорошим чувством юмора, вкладывала в свой номер больше смысла, чем готов был уловить средний зритель — это выступление задумывалось как пародия на богатых дам из высшего общества Чикаго, тратящих огромные суммы на наряды в то время, как у многих американцев в условиях Великой депрессии не хватало денег даже на одежду». Однажды во время проведения выставки Рэнд была арестована четыре раза за один день: за «неприличные танцы с веерами»; за то, что голая скакала на белой лошади по улицам Чикаго (на самом деле артистка была одета, но её одежда создавала полную иллюзию обнажённости; этот номер назывался «Леди Годива»); за то, что предстала перед публикой голой, хоть и густо расписанной Максом Фактором. Для своих эротических выступлений Рэнд часто использовала музыку пьесы «Лунный свет» (Clair de lune) из Бергамасской сюиты Клода Дебюсси.
В 1936 году Рэнд приобрела небольшой бурлеск-зал в Сан-Франциско, который ныне известен как Зал великой американской музыки.

В 1939 и 1940 годах Рэнд исполняла главную роль в постановке «Обнажённое ранчо Салли Рэнд» на Международной выставке «Золотые ворота» в Сан-Франциско: здесь на ней и девушках её труппы присутствовали лишь кобуры и полицейские значки.
В 1946 году Рэнд была арестована в Сан-Франциско за выступление в якобы непристойном виде («предположительно, обнажённой») в клубе «Савой». Вскоре она была отпущена под подписку о невыезде на время рассмотрения дела, и судья указал, что на это время она не может быть повторно арестована за такое же правонарушение. Несмотря на это, через пару ночей она вновь была арестована в том же клубе по тому же обвинению, несмотря на то, что в этот раз на ней было длинное нижнее бельё и крупная лента с надписью «Цензура ПДСФ» (англ. Censored S.F.P.D.) Судья Дэниэл Р. Шумейкер снял с Рэнд все обвинения, заявив: «любой, кто находит что-то непристойное в её танце, имеет извращённые представления о морали» (англ. anyone who could find something lewd about the dance as she puts it on has to have a perverted idea of morals).
В начале 1950-х годов Рэнд отправилась в турне по Среднему Запада в составе труппы из 17 артистов. Они давали представления на местных ярмарках и в маленьких театрах.

Рэнд продолжала давать свои представления с веерами вплоть до начала 1970-х годов, когда ей было уже под 70 лет. В 1972 году она приняла участие в «ностальгическом ревю» «Большое шоу 1928 года», с успехом прошедшее на многих крупных площадках страны, включая Мэдисон-сквер-гарден в Нью-Йорке.

Подводя итог своей 40-летней карьере, Рэнд сказала: «Я не была без работы с того дня как сняла штаны» (англ. I haven’t been out of work since the day I took my pants off).
Салли Рэнд скончалась 30 августа (некоторые источники заявляют, что 31 августа) 1979 года в пресвитерианской больнице «Футхилл» в городе Глендора (штат Калифорния) от сердечной недостаточности. Приёмный сын артистки Шон сообщил, что на момент смерти Рэнд была должна разным людям и организациям довольно крупную сумму денег, но в дело вмешался её друг, певец Сэмми Дэвис, который покрыл её долги на сумму 10 000 долларов (ок. 38 500 долларов в ценах 2019 года). Похоронена на кладбище Окленд Мемориал Гарденс.

### Личная жизнь
Салли Рэнд была замужем четыре раза, все её браки окончились разводами:
1. Кларенс Аарон «Тод» Роббинс (1888—1949), даты заключения брака и развода неизвестны (до 1942 года). Единственный из её мужей, имевших отношение к кинематографу: он был малоизвестным сценаристом, активным в 1925—1932 годах[18].
2. Тёркел Грино, в браке с 6 января 1942 по 30 июня 1945 года.
3. Гарри Финкельштейн, в браке с 1949 по 1950 год.
4. Фред Лалла, в браке с 12 августа 1954 по 16 августа 1960 года.

Своих детей ни от кого из мужей у Рэнд не было, но был усыновлённый ребёнок по имени Шон (род. 1947 или 1948). Неизвестны ни точные даты его жизни, ни когда и где артистка его усыновила. Известно лишь, что на момент смерти Рэнд он был женат и у него было двое детей.

## Избранная фильмография
- 1925 — Портниха из Парижа[англ.] / The Dressmaker from Paris — манекен (в титрах не указана)
- 1925 — Модели Пятой авеню[англ.] / Fifth Avenue Models — манекен / танцовщица (в титрах не указана)
- 1925 — Дорога во вчерашний день[англ.] / The Road to Yesterday — эпизод (в титрах не указана)
- 1925 — Храброе сердце[англ.] / Braveheart — Салли Вернон
- 1926 — Жиголо[англ.] / Gigolo — туристка в Париже
- 1927 — Ночь любви / The Night of Love — цыганка-танцовщица
- 1927 — Царь царей / The King of Kings — рабыня Марии Магдалины (в титрах не указана)
- 1927 — Сражающийся орёл[англ.] / The Fighting Eagle — фройляйн Герц
- 1928 — Женщина против мира[англ.] / A Woman Against the World — Мэйзи Белл
- 1928 — Девушка в каждом порту[англ.] / A Girl in Every Port — девушка в порту Бомбея
- 1932 — Знак креста / The Sign of the Cross — девушка, съеденная крокодилом (в титрах не указана)
- 1934 — Болеро[англ.] / Bolero — Аннетт, танцовщица с веерами
- 1936 — Большое шоу[англ.] / The Big Show — артистка на ярмарке

В роли самой себя
- 1952 — Какая моя линия?[англ.] / What's My Line? — таинственная гостья (в выпуске Sally Rand)
- 1957 — Сказать правду[англ.] / To Tell the Truth (в выпуске от 12 марта)
- 1963, 1967 — Вечернее шоу Джонни Карсона / The Tonight Show Starring Johnny Carson (в 2 выпусках)

## Признание
- 1927 — одна из 13 финалисток конкурса WAMPAS Baby Stars
- после 1990 — включена в Зал славы бурлеска[англ.] (посмертно)[7]
- в городе Сент-Джозеф (Миссури) существует частный музей Салли Рэнд[3]

## Образ в культуре
- В 1941 году на экраны вышел мультфильм «Голливуд отдыхает[англ.]», в котором присутствует стриптизёрша с пузырём по имени Салли Стрэнд.
- В 1979 году свет увидела повесть Тома Вулфа «Парни что надо[англ.]». В ней Салли Рэнд исполняет свои знаменитые танцы с веерами для первых американских астронавтов и других знаменитостей на барбекю в Космическом центре Хьюстона («…астронавты наблюдали за древними бёдрами этой шестидесятилетней женщины…» — …astronauts' observing this sixtyish woman's ancient haunches…)[19]. В экранизации книги 1983 года роль Рэнд исполнила актриса Пегги Дэвис[20].